# Magno (DC Comics)
Magno, il cui vero nome è Dyrk Magz, è un personaggio dei fumetti pubblicati dalla DC Comics, creato da Roger Stern, Tom McCraw (testi) e Jeff Moy (disegni). La sua prima apparizione è in Legionnaires n. 43 (dicembre 1996). È un supereroe nel futuro dell'universo DC successivo a Ora Zero e un ex-membro della Legione dei Super-Eroi.